# Tour de France 2027
Tour de France 2027 bliver den 114. udgave af cykelløbet Tour de France. Etapeløbet begynder fredag den 2. juli 2027 i Skotlands hovedstad Edinburgh. Løbets sidste etape er søndag den 25. juli med traditionel afslutning på Avenue des Champs-Élysées i centrum af Paris. Løbets startby og vært for Grand Départ blev præsenteret den 19. marts 2025, hvor det også blev meddelt at løbets tre første etaper skal foregå i Skotland, Wales og England.

## Grand Départ
Tildelingen og forhandlingerne om værtsskabet for Grand Départ var fra Amaury Sport Organisations (ASO) side altid omgæret med en vis diskretion. Der er ikke en officiel budrunde blandt ansøgere, og beløbet der skal betales til de franske arrangører er ikke altid offentlig kendt. ASO forlanger en total fortrolighed, og hvis denne ikke opretholdes, trækker ASO sig fra alle forhandlinger. Dette gjaldte også for 2027, hvor flere lande og byer havde ytret interesse for at ligge asfalt til de første etaper. 
I 2022 blev det offentligt at Irland og Nordirland havde ønske om at byde på Grand Départ. Dette blev trukket tilbage i begyndelsen af 2024, da blandt andet Irlands økonomi ikke kunne bære de store udgifter.
I Storbritanien var der stor interesse for at blive vært. I september 2024 udtalte formanden for det nationale cykelforbund, British Cycling, at man undersøgte muligheden for at løbet kunne komme forbi London, Glasgow og Cardiff. I Holland er der planer om at løbet skal starte i Rotterdam. Den 19. marts 2025 blev offentliggjort at løbets tre første etaper skal foregå i Skotland, Wales og England, hvor Skotlands hovedstad Edinburgh bliver vært for Grand Départ.

## Etaperne
| Etape    | Dato    | Start – Mål           | type     | Afstand (km) | Etapevinder | Førende rytter |
| -------- | ------- | --------------------- | -------- | ------------ | ----------- | -------------- |
| 1. etape | 2. jul. | TBA – TBA             |          |              |             |                |
| 2. etape | 3. jul. | TBA – TBA             |          |              |             |                |
| 3. etape | 4. jul. | TBA – TBA             |          |              |             |                |
|          | 5. jul. | Transfer til Frankrig | Hviledag |              |             |                |